# Halimatu Ayinde
Halimatu Ayinde (sinh ngày 16 tháng 5 năm 1995) là một cầu thủ bóng đá nữ người Nigeria hiện đang thi đấu ở vị trí tiền vệ cho FC Rosengård tại Thụy Điển và đội tuyển bóng đá nữ quốc gia Nigeria. Trước đây cô từng chơi cho Delta Queens ở quê nhà Nigeria và Western New York Flash ở Hoa Kỳ.

## Sự nghiệp câu lạc bộ
Halimatu Ayinde được ký hợp đồng bởi đội bóng Mỹ Western New York Flash vào ngày 15 tháng 6 năm 2015, chuyển đội bóng từ đội bóng tại Nigeria là Delta Delta. Cô ra mắt chính thức trong màu áo của đội bóng mới trong trận thua 1-0 trước Houston Dash; tại trận đấu này, cô được thay ra ở phút thứ 79. Sau khi trải qua một mùa giải với đội, cô tổng cộng ra sân thi đấu trong chín trận, trong đó có 5 lần ra sân từ đội hình xuất phát và 4 lần từ băng ghế dự bị, cô không được tiếp tục ký hợp đồng và trở thành cầu thủ tự do vào ngày 12 tháng 5 năm 2016. Cô thừa nhận rằng mình chơi bóng chưa tốt, nhưng đồng thời cũng cho rằng mình đã tiến bộ trong giai đoạn trước mùa giải năm 2016, ghi bàn trước đội bóng đại diện cho Đại học Vermont. Vào thời điểm này, phong độ của cô ảnh hưởng đến việc cô được chọn tham độituyển bóng đá quốc gia Nigeria, và vì thế cô không được chọn thi đấu trong trận đấu với Senegal.
Sau đó, cô gia nhập FC Minsk của Giải Ngoại hạng Bêlarut vào cuối năm đó, ra mắt chính thức trong chiến thắng 3-0 trước Bobruichanka Bobruisk vào ngày 2 tháng 9. Cô là một trong ba cầu thủ Minsk ghi bàn trong trận đấu, và tiếp tục xuất hiện trong đội hình tham gia các trận đấu tại UEFA Women's Champions League của họ. Phong độ của cô tiếp tục kéo dài trong vài trận đầu tiên, ghi bàn thắng duy nhất trong trận đấu với Nadezhda SDJuShOR-7 Mogilev trong trận đấu thứ ba của cô trong màu áo Minsk.

## Sự nghiệp quốc tế
Cô là một thành viên của đội tuyển quốc gia Nigeria tại FIFA World Cup Bóng đá nữ 2015 và thành viên đội bóng Vô địch Giải vô địch nữ châu Phi 2014.